# Marie Le Masson Le Golft
Marie Le Masson Le Golft (El Havre, 25 de octubre de 1749-Ruan, 3 de marzo de 1826) fue una escritora y naturalista francesa.

## Obras
- Entretien sur Le Havre, El Havre, chez les libraires, 1781
- Balance de la nature, París, 1784
- Esquisse d'un tableau général du genre humain, planisphère, 1787
- Le Havre au jour le jour de 1778 à 1790, Ruan, 1778-1790
- Lettres relatives à l'éducation, París, Buisson, 1788